# Лімнограф
Лімно́граф (рос. лимнограф; англ. limnograph; нім. Limnograph m) — самописний прилад, самописець-рівнемір, який викреслює криву коливання рівня води у поверхневих водоймах і водотоках, колодязях, свердловинах і т. д.